# 8333 Medina
8333 Medina este o planetă minoră (asteroid) din centura de asteroizi. A fost descoperită pe 7 noiembrie 1982 la Observatorul Kleť de Antonín Mrkos. 
Obiectul prezintă o orbită caracterizată de o semiaxă mare de 2,7400575 UAi, o excentricitate de 0,11, o înclinație de 8,65474 ° în raport cu ecliptica.